# Gelampang Gading
Gelampang Gading is een bestuurslaag in het regentschap Aceh Tengah van de provincie Atjeh, Indonesië. Gelampang Gading telt 186 inwoners (volkstelling 2010).